# Apethorpe
Apethorpe (pronunciata "Ap-thorp") è un villaggio e una parrocchia civile inglese situato a 4 miglia (6,4 km) nord della città di Oundle nel Northamptonshire, a 4 miglia (6,4 km) nord est di Corby e 4 miglia (6,4 km) ad ovest di Peterborough.
Nel villaggio vi è la chiesa di san Leonardo del XV-XVII secolo: all'interno si trovano la cappella Mildmay con l'imponente tomba del XVI sec. in cui è sepolto Sir Anthony Mildmay, attribuita allo scultore Maximilian Colt e una vetrata realizzata tra il 1921 e il '924, attribuita a Christopher Whitworth Whall, in cui sono rappresentati san Giorgio, san Leonardo di Reresby e san Martino di Tours.